# Ebersbach (Wilhelmsdorf)
Ebersbach ist ein Gemeindeteil der Gemeinde Wilhelmsdorf im Landkreis Neustadt an der Aisch-Bad Windsheim (Mittelfranken, Bayern). Die Gemarkung Ebersbach hat eine Fläche von 5,416 km². Sie ist in 475 Flurstücke aufgeteilt, die eine durchschnittliche Fläche von 11402,06 m² haben. In ihr liegen neben dem namensgebenden Ort die Gemeindeteile Oberalbach und Trabelshof.

## Geografie
Das Dorf liegt an zwei namenlosen Bächen, beide linke Zuflüsse des Albachs, der wiederum ein linker Zufluss der Mittleren Aurach ist. 0,33 km nordwestlich des Ortes liegt das Flurgebiet Röten, dahinter liegt das Waldgebiet Hohe Birker. Im Nordosten liegt der Sauweiher, 0,5 km dahinter das Waldgebiet Bastei.
Die Kreisstraße NEA 11/ERH 15 führt an Oberalbach vorbei nach Brunn (2,3 km westlich) bzw. nach Oberreichenbach (2 km nordöstlich). Die NEA 21 führt an der Unteralbachermühle vorbei nach Wilhelmsdorf zur Staatsstraße 2244 (2 km südlich).

## Geschichte
Der Ort wurde 1361/64 im burggräflichen Salbuch als „Eberspach“ erwähnt. Zu dieser Zeit unterstand der Ort dem burggräflichen Amt Schauerberg. Nach dessen Auflösung kam der Ort zum neu geschaffenen Amt Emskirchen.
Gegen Ende des 18. Jahrhunderts gab es in Ebersbach sechs Anwesen. Das Hochgericht übte das brandenburg-bayreuthische Fraischvogteiamt Emskirchen-Hagenbüchach aus. Die Dorf- und Gemeindeherrschaft hatte das Kasten- und Jurisdiktionsamt Emskirchen. Grundherren waren das Fürstentum Bayreuth (Kasten- und Jurisdiktionsamt Emskirchen: 1 Hof, 1 Wirtshaus, 1 Schmiede; Klosteramt Münchaurach: 1 Gut, 1 Tropfhäuslein) und das Rittergut Wilhelmsdorf (1 Haus).
Von 1797 bis 1810 unterstand der Ort dem Justizamt Markt Erlbach und Kammeramt Emskirchen. Im Jahre 1810 kam Ebersbach an das Königreich Bayern. Im Rahmen des Gemeindeedikts wurde es dem 1811 gebildeten Steuerdistrikt Oberreichenbach und der 1813 gegründeten Ruralgemeinde Eckenberg zugeordnet. Mit dem Zweiten Gemeindeedikt (1818) entstand die Ruralgemeinde Ebersbach, zu der Oberalbach und Trabelshof gehörten. Diese war in Verwaltung und Gerichtsbarkeit dem Landgericht Markt Erlbach zugeordnet und in der Finanzverwaltung dem Rentamt Ipsheim. Die freiwillige Gerichtsbarkeit über ein Anwesen hatte bis 1848 das Patrimonialgericht Wilhelmsdorf. Ab 1862 gehörte Ebersbach zum Bezirksamt Neustadt an der Aisch (1939 in Landkreis Neustadt an der Aisch umbenannt) und ab 1856 zum Rentamt Markt Erlbach (1919–1929: Finanzamt Markt Erlbach, 1929–1972: Finanzamt Neustadt an der Aisch, seit 1972: Finanzamt Uffenheim). Die Gerichtsbarkeit blieb beim Landgericht Markt Erlbach (1879 in das Amtsgericht Markt Erlbach umgewandelt), von 1959 bis 1972 war das Amtsgericht Fürth zuständig, seitdem ist es das Amtsgericht Neustadt an der Aisch. Die Gemeinde hatte 1964 eine Gebietsfläche von 5,376 km².
Am 1. Juli 1971 wurde Ebersbach im Zuge der Gebietsreform in Bayern nach Wilhelmsdorf eingemeindet.

### Baudenkmal
- Steinkreuze, wohl spätmittelalterlich, Sandstein. 1. Etwa 1 km nördlich des Ortes an einem Waldweg westlich von Trabelshof. Bis an die Arme versunken. – 2. Rest eines Steinkreuzes an der Straße von Ebersbach nach Oberreichenbach bei der Abzweigung Oberalbach.[14]

### Einwohnerentwicklung
Gemeinde Ebersbach
| Jahr      | 1818   | 1840   | 1852   | 1855   | 1861   | 1867   | 1871   | 1875   | 1880   | 1885   | 1890   | 1895   | 1900   | 1905   | 1910   | 1919   | 1925   | 1933   | 1939   | 1946   | 1950   | 1952   | 1961   | 1970   |
| Einwohner | 141    | 172    | 177    | 175    | 152    | 153    | 151    | 146    | 160    | 154    | 131    | 131    | 128    | 125    | 128    | 123    | 122    | 113    | 107    | 170    | 160    | 151    | 142    | 128    |
| Häuser    | 25     | 25     |        |        |        |        | 24     |        |        | 29     | 27     |        | 24     |        |        |        | 20     |        |        |        | 22     |        | 24     |        |
| Quelle    | [ 16 ] | [ 17 ] | [ 18 ] | [ 18 ] | [ 19 ] | [ 20 ] | [ 21 ] | [ 22 ] | [ 23 ] | [ 24 ] | [ 25 ] | [ 18 ] | [ 26 ] | [ 18 ] | [ 27 ] | [ 18 ] | [ 28 ] | [ 18 ] | [ 18 ] | [ 18 ] | [ 29 ] | [ 18 ] | [ 11 ] | [ 30 ] |

Ort Ebersbach
| Jahr      | 001818 | 001840 | 001861 | 001871 | 001885 | 001900 | 001925 | 001950 | 001961 | 001970 | 001987 | 002020 |
| Einwohner | 56     | 63     | 60     | 57     | 57     | 46     | 54     | 64     | 67     | 52     | 62     | 58     |
| Häuser    | 10     | 11     |        |        | 11     | 9      | 8      | 8      | 10     |        | 11     |        |
| Quelle    | [ 16 ] | [ 17 ] | [ 19 ] | [ 21 ] | [ 24 ] | [ 26 ] | [ 28 ] | [ 29 ] | [ 11 ] | [ 30 ] | [ 31 ] | [ 1 ]  |

## Religion
Der Ort ist seit der Reformation evangelisch-lutherisch geprägt und bis heute nach St. Kilian (Emskirchen) gepfarrt.